# Еврейский антифашистский комитет
Евре́йский антифаши́стский комите́т (сокр. ЕАК) — общественная организация в СССР, образованная органами НКВД в начале 1942 года при Совинформбюро из представителей советской еврейской интеллигенции для пропагандистских целей за рубежом, вместо первоначально планировавшегося Х. Эрлихом и В. Альтером международного Еврейского антигитлеровского комитета.

## История
24 августа 1941 года был созван митинг «представителей еврейского народа», на котором выступили с речами С. Михоэлс, И. Эренбург, Давид Бергельсон, Пётр Капица (единственный нееврей, участвовавший в деятельности комитета) и другие. Они призвали «братьев-евреев во всем мире» прийти на помощь Советскому Союзу. Призыв имел отклик в западных странах: в США был создан Еврейский совет по оказанию помощи России в войне во главе с А. Эйнштейном. В Палестине был учреждён также общественный комитет по оказанию помощи СССР в его борьбе против фашизма, впоследствии известный как «Лига Ви» (англ. victory «победа»).
7 апреля 1942 года в советской печати было опубликовано сообщение об учреждении Еврейского антифашистского комитета и его воззвание к «евреям во всём мире» за 47 подписями.
Основная задача ЕАК — влиять на международное общественное мнение и организовывать политическую и материальную поддержку борьбы СССР против Германии. Непосредственное кураторство ЕАК осуществлял С. Лозовский.

## Деятельность
В ЕАК вошли политические деятели С. А. Лозовский (руководитель Совинформбюро в 1946—1947 годах) и М. М. Бородин, писатели И. Г. Эренбург и Д. Р. Бергельсон, поэты С. Я. Маршак, П. Д. Маркиш, Л. М. Квитко, кинорежиссёр С. М. Эйзенштейн, музыканты Д. Ф. Ойстрах, Э. Г. Гилельс, актёр В. Л. Зускин, генералы Я. Г. Крейзер и А. Д. Кац, командир подводной лодки, Герой Советского Союза И. И. Фисанович, академики А. Н. Фрумкин, П. Л. Капица, Л. С. Штерн и др., создатель Камерного театра А. Я. Таиров; актёр и главный режиссёр Московского государственного еврейского театра Соломон Михоэлс, которому раньше отводилась роль заместителя Эрлиха, был назначен председателем ЕАК. Секретарем ЕАК стал Ш. Эпштейн.

Члены ЕАК. Слева направо: поэт Ицик Фефер, врач Б. А. Шимелиович, актёр Соломон Михоэлс, журналист из США Бенцион Гольдберг, физиолог Лина Штерн, генерал Арон Кац и поэт Перец Маркиш

Официальная газета ЕАК «Эйникайт» («Единство» на идише) распространялась по всему миру. Газета сообщала информацию о жизни советских евреев и о ходе боевых действий на фронтах. В феврале 1943 состоялся второй пленум ЕАК.
В 1943 году Михоэлс и Ицик Фефер в качестве официальных представителей советских евреев посетили и предприняли семимесячное турне по США, Мексике, Канаде и Великобритании.
Для советских вооружённых сил ЕАК собрал 16 миллионов долларов в США, 15 миллионов — в Англии и Канаде, 1 миллион — в Мексике, 750 тысяч — в британской Палестине, а также внёс другую помощь: машины, медицинское оборудование, санитарные машины, одежда. 16 июля 1943 «Правда» сообщила: «Соломон Михоэлс и Ицик Фефер получили сообщение из Чикаго, что специальная конференция Джойнт начала кампанию, чтобы финансировать тысячу санитарных машин для потребностей Красной Армии». Деятельность ЕАК способствовала открытию Второго фронта.
В конце войны руководством комитета активно обсуждались планы организации Еврейской советской республики в Крыму. 2 апреля 1944 года в Колонном зале Дома Союзов состоялся третий антифашистский митинг представителей еврейского народа. 8—11 апреля 1944 состоялся третий Пленум Еврейского антифашистского комитета.

## Репрессии
В послевоенные годы высокая известность комитета и его зарубежные связи стали мешать Сталину. К концу войны, а также и после неё, ЕАК был вовлечён в документирование событий Холокоста. Это шло вопреки официальной советской политике представления преступлений нацистов как злодеяния против всех советских граждан и признания геноцида евреев только как уничтожения части советского народа. ЕАК также переключился на защиту от дискриминации еврейского населения внутри страны, особенно той части евреев, что стремилась к культурной автономии, что противоречило исходным планам Сталина, создававшего ЕАК как орган пропаганды на заграницу. Кроме того, недовольство Сталина вызывал лично Михоэлс, на которого органами госбезопасности был сфабрикован компромат. Непосредственный «куратор» ЕАК заместитель министра иностранных дел и глава Совинформбюро Соломон Лозовский был уволен из МИД в 1945 году и снят с поста директора Совинформбюро в 1947 году.
Летом 1946 года Отделом внешней политики ЦК ВКП(б) была организована проверка деятельности ЕАК. Заместитель начальника отдела Панюшкин заявил руководителям ЕАК Михоэлсу и Феферу о намерении закрыть организацию. Однако на тот момент дело ограничилось выводом ЕАК из структуры Совинформбюро и передачи под прямой контроль ОВП 1 августа 1946 года. 12 октября 1946 г. Министерство госбезопасности СССР направило в ЦК ВКП(б) и Совет Министров СССР записку «О националистических проявлениях некоторых работников Еврейского антифашистского комитета».
Контакты с американскими еврейскими организациями привели к изданию «Чёрной книги» Ильи Эренбурга и Василия Гроссмана — первого документального произведения о преступлениях немецких оккупантов в СССР против еврейского населения в ходе Холокоста. «Чёрная книга» была издана в Нью-Йорке в 1946 году, но советское её издание тогда так и не появилось. Набор был рассыпан в 1948 году. Идеологическая установка требовала не выделять ни одну национальность в рамках всего пострадавшего в ходе войны населения СССР.
14 мая 1948 года было провозглашено государство Израиль. Вначале СССР способствовал ему в надежде, что он может стать союзником СССР. Однако возникла проблема, связанная с активизацией советских евреев, которая вызвала неудовольствие властей. Апогеем стало прибытие в СССР 11 сентября израильской миссии во главе с Голдой Меерсон и восторженная реакция на это еврейской общественности Москвы. Отношения с Израилем также не сложились, и с августа 1948 года началось ужесточение позиции СССР к Израилю и сионизму.

## Дело ЕАК
12 января 1948 года по приказу Сталина Михоэлс был убит в Минске. Во время командировки его выманили из гостиницы, отвезли на дачу главы МГБ Белоруссии Лаврентия Цанавы под Минском и убили. После этого сотрудниками госбезопасности была инсценирована автомобильная катастрофа, а тело брошено в городе в одном из переулков. Михоэлсу были устроены торжественные похороны как крупному государственному деятелю. Тем не менее многие догадывались, что это не случайная смерть, а убийство. 26 октября 1948 года участники убийства «за образцовое выполнение специального задания правительства» были награждены орденами, а лично Цанава был награждён орденом Красного Знамени.
В ноябре 1948 года советские власти начали кампанию по ликвидации того, что осталось от еврейской культуры. 20 ноября 1948 года Еврейский антифашистский комитет был формально распущен решением Бюро Президиума Совета Министров СССР и закрыт «как центр антисоветской пропаганды». В декабре 1948 года были арестованы председатель ЕАК Ицик Фефер и директор Еврейского театра в Москве Вениамин Зускин. В начале 1949 года было арестовано несколько десятков членов Еврейского антифашистского комитета.
До этого министр ГБ В. С. Абакумов (позже арестованный в 1951 году по доносу М. Д. Рюмина) в своей докладной записке Сталину от 26 марта 1948 года писал, что «руководители Еврейского антифашистского комитета, являясь активными националистами и ориентируясь на американцев, по существу проводят антисоветскую националистическую работу», а его преемник С. Д. Игнатьев в своём письме Сталину от 30 апреля 1952 года назвал арестованных членов ЕАК «американскими шпионами».
В январе 1949 года советские средства массовой информации начали пропагандистскую кампанию против «космополитов», явно нацеленную против евреев СССР. Маркиш написал: «Гитлер хотел разрушить нас физически, Сталин хочет сделать это духовно».
Было возбуждено уголовное дело и арестовано все руководство ЕАК. В «связях с еврейскими националистическими организациями Америки…» обвинялись:
- Лозовский, Соломон Абрамович — бывший заместитель наркома иностранных дел СССР, начальник Совинформбюро
- Фефер, Ицик, поэт, секретарь ЕАК
- Брегман, Соломон Леонтьевич — заместитель министра Госконтроля РСФСР
- Юзефович, Иосиф Сигизмундович — сотрудник Совинформбюро
- Шимелиович, Борис Абрамович — главный врач Центральной клинической больницы им. Боткина
- Квитко, Лев Моисеевич — детский поэт
- Маркиш, Перец Давидович — поэт, секретарь Ревизионной комиссии Союза писателей СССР
- Бергельсон, Давид Рафаилович — писатель
- Гофштейн, Давид Наумович — поэт
- Зускин, Вениамин Львович — актёр и режиссёр, художественный руководитель Московского Государственного еврейского театра
- Штерн, Лина Соломоновна — академик АН СССР и АМН СССР, директор Института физиологии АМН СССР и зав. кафедрой физиологии 2-го Медицинского института
- Тальми, Леон Яковлевич — журналист-переводчик Совинформбюро
- Ватенберг, Илья Семёнович — старший контрольный редактор Государственного издательства художественной литературы на иностранных языках
- Теумин, Эмилия Исааковна — редактор международного отдела Совинформбюро;
- Ватенберг-Островская, Чайка Семёновна — переводчик ЕАК.

Дело рассматривала Военная коллегия Верховного суда СССР под председательством генерал-лейтенанта юстиции А. Чепцова; закрытые заседания начались 30 апреля 1952 года.
Суд по делу ЕАК открылся 8 мая 1952 г. Обвиняемые Лозовский, Шимелиович и Штерн осуществляли свою защиту в наступательной, решительной манере. Отрёкся от своих показаний и Фефер. Следователи пытались запугивать обвиняемых в перерывах между заседаниями коллегии, а Рюмин, пользуясь тем, что процесс проходил в здании МГБ, установил в совещательной комнате судей подслушивающее устройство. Возмущённый такой бесцеремонностью, председатель судейской коллегии А. А. Чепцов 15 мая приостановил делопроизводство и стал искать управу на Рюмина в различных властных структурах. Своё мнение он доложил Генеральному прокурору СССР Г. Н. Сафонову, председателю Верховного суда СССР А. А. Волину, Председателю Президиума Верховного Совета СССР Н. М. Швернику, секретарю ЦК ВКП(б) П. К. Пономаренко, председателю КПК при ЦК ВКП(б) М. Ф. Шкирятову, но поддержки не получил. Все они рекомендовали обратиться по этому вопросу к Г. М. Маленкову. Добившись с ним встречи, Чепцов застал в его кабинете заранее приглашённых туда Игнатьева и Рюмина. Чепцов потребовал передать дело на доследование и посетовал на самоуправство Рюмина. Маленков возразил на это:

Что же, вы хотите нас на колени поставить перед этими преступниками? Ведь приговор по этому делу апробирован народом, этим делом Политбюро ЦК занималось три раза. Выполняйте решение Политбюро!
Впоследствии на июньском 1957 г. пленуме ЦК КПСС на вопрос генерального прокурора Р. А. Руденко, докладывал ли он Сталину о просьбе Чепцова доследовать дело ЕАК, Маленков ответил: 

Всё, что я сказал, я не посмел бы не сказать Сталину
18 июля 1952 года все обвиняемые, кроме Штерн, были приговорены к смертной казни. Лина Штерн была приговорена к 3,5 годам лагерей с последующей 5-летней ссылкой, а Брегман 16 июня во время суда был помещён в бессознательном состоянии в санчасть Бутырской тюрьмы, где умер 23 января 1953 года. 12 августа приговор был приведён в исполнение и 13 членов ЕАК были расстреляны.

## Реабилитация
22 ноября 1955 года Военная коллегия Верховного Суда СССР отменила приговор в отношении членов Еврейского антифашистского комитета из-за отсутствия в их действиях состава преступления.
29 декабря 1988 года Комиссия Политбюро ЦК КПСС рассмотрела материалы, связанные с реабилитацией в судебном и партийном порядке лиц, проходивших по так называемому «делу Еврейского антифашистского комитета». Комиссия отметила, что проверкой данного дела в 1955 году установлено, что дело по обвинению С. А. Лозовского, И. С. Фефера и других является сфабрикованным, а признания обвиняемых на следствии получены незаконным путём, следственные работники, производившие расследование данного уголовного дела, осуждены в 1952—1954 годах за фальсификацию следственных материалов.
В 1992 году в Иерусалиме установлен памятный знак расстрелянным членам ЕАК.
Историки рассматривают дело ЕАК как начало официальной антисемитской политики в СССР. Костырченко считает, что главным виновником нагнетания государственного антисемитизма в стране и превращения Министерства госбезопасности в ударную силу этой политики был лично Сталин.